# Alkylering

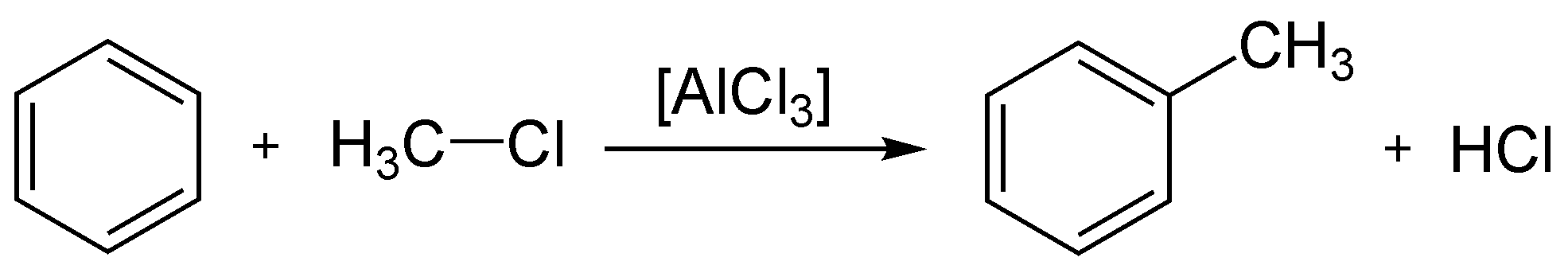
De Friedel-Craftsalkylering is een typische alkylering van de benzeenring.

Alkylering of alkylatie is een organische reactie waarbij een alkylgroep aan een molecuul wordt toegevoegd.
Een voorbeeld is de synthese van ethylbenzeen door middel van de alkylering van benzeen met etheen:
{\displaystyle {\ce {C6H6 + CH2=CH2 -> C8H10}}}
De alkylgroep is in dit geval een ethylgroep (CH3-CH2-).
De omgekeerde reactie (onttrekken van een alkylgroep) wordt een dealkylering genoemd.

## Toepassingen
In olieraffinaderijen gebruikt men alkyleringen om laagmoleculaire onverzadigde koolwaterstoffen (een mengsel van etheen, propeen, buteen) te laten reageren met isoparaffinen (voornamelijk isobutaan), tot vorming van vertakte verzadigde koolwaterstoffen. Het product noemt men een alkylaat, en is een mengsel van koolwaterstoffen met hoger octaangetal, geschikt voor het gebruik in milieuvriendelijkere benzine, omdat de verbranding beter onder controle is. Het octaangetal is een maat voor klopvastheid. 
Als men benzine met een lager octaangetal gebruikt kan er een spontane ontbranding voorvallen op een moment in de motorcyclus waarvoor de motor niet ontworpen is. Dit is funest voor de cilinders in de motor. 
Alkylering heeft de voorbije jaren steeds meer aan belang gewonnen naarmate de milieunormen voor brandstoffen strenger werden. Een voorbeeld van een omzetting is de reactie tussen etheen en isobutaan:
{\displaystyle {\ce {CH2=CH2 + (CH3)3CH -> (CH3)3CCH2CH3}}}

## Katalysatoren
Dergelijke reacties zijn exotherm. De katalysator is een sterk zuur, ofwel vloeibaar waterstofsulfide (H2S), ofwel watervrij zwavelzuur (H2SO4). Dit geeft meteen het grootste nadeel van het proces aan: waterstofsulfide is zeer giftig en corrosief, zodat er strenge veiligheidsmaatregelen nodig zijn om vrijkomen van dit gas te onderdrukken. Zwavelzuur is minder gevaarlijk, maar sterk corrosief (vooral in aanwezigheid van water), en er is veel nodig in het proces (ongeveer 100 kilogram per ton alkylaat). Ook wordt waterstoffluoride (HF) gebruikt als katalysator.  Nieuwe processen gebruikmakend van een vaste katalysator kunnen deze nadelen mogelijk vermijden. Zo een proces werd gepatenteerd door AkzoNobel (nu Albemarle Catalysts) (US Patent nr. 5.986.158 van 16 november 1999), en in samenwerking met ABB Lummus Global en Neste Oil werd een demonstratie-eenheid van dit proces (met als merknaam ALKYCLEAN) gebouwd in Finland.